# Ivo Vajgl
Ivo Vajgl   (Maribor, 3 de març de 1943) és un polític eslovè i membre del Parlament Europeu (MEP) d'Eslovènia. És membre de Zares, part de l'Aliança dels Liberals i Demòcrates per a Europa.

## Biografia
Nascut a Maribor, va assistir a la Universitat de Liubliana. Va ser nomenat ministre d'Afers Exteriors pel primer ministre Anton Rop el 6 de juliol del 2004, en substitució de Dimitrij Rupel, que va deixar el partit Democràcia Liberal d'Eslovènia (LDS) per unir-se a l'oposició Partit Democràtic Eslovè. El mandat de Vajgl va acabar el 3 de desembre del 2004 amb la reelecció de Rupel en la nova administració de Janez Janša, formada després de les eleccions del 2004 a l' Assemblea Nacional, que es van celebrar el 3 d'octubre.
Com a ministre d'Afers Exteriors, Vajgl es va unir a Rop en la signatura del Tractat pel qual es va establir una Constitució per a Europa a Roma el 29 d'octubre de 2004. Entre 2004 i 2007, Vajgl va treballar com a assessor de política exterior al gabinet del president d'Eslovènia, Janez Drnovšek. Des de mitjans dels anys noranta fins al 2007, Vajgl era membre del partit del SUD. El 2007, Vajgl va abandonar el partit de LDS i es va unir al partit de recent creació Zares .
A les eleccions del Parlament Europeu de 2009, Ivo Vajgl va encapçalar la llista de set candidats per al partit Zares. El 7 de juny de 2009 va ser elegit diputat al Parlament Europeu amb el 9,77% dels vots i 21,031 vots preferencials.
És un membre individual del Partit Demòcrata Europeu. Va ser guardonat amb la Creu de Sant Jordi l'any 2019 «per la seva intensa i fructífera activitat política, com a ministre d'Afers Exteriors d'Eslovènia i com a eurodiputat».
El gener de 2021, fou una de les 50 personalitats que signar el manifest «Dialogue for Catalonia», promogut per Òmnium Cultural i publicat a The Washington Post i The Guardian, a favor de l'amnistia dels presos polítics catalans i del dret d'autodeterminació en el context del procés independentista català. Els signants lamentaren la judicialització del conflicte polític català i conclogueren que aquesta via, lluny de resoldre'l, l'agreuja: «ha comportat una repressió creixent i cap solució». Alhora, feren una crida al «diàleg sense condicions» de les parts «que permeti a la ciutadania de Catalunya decidir el seu futur polític» i exigiren la fi de la repressió i l'amnistia per als represaliats.